# Љорик Цана
Љорик Агим Цана (алб. Lorik Agim Cana; Приштина, 27. јул 1983) албански је бивши фудбалер који је играо као дефанзивац и као везни играч. Тренутно је амбасадор Грасрутс иницијативе за дечји фудбал у Албанији.